# Kouka (ort)
Kouka är en ort i Burkina Faso. Den ligger i provinsen Province du Bam och regionen Centre-Nord, i den centrala delen av landet, 120 km norr om huvudstaden Ouagadougou. Kouka ligger 317 meter över havet och antalet invånare är 800.
Terrängen runt Kouka är platt. Närmaste större samhälle är Kongoussi, 14,8 km sydost om Kouka.
Trakten runt Kouka består i huvudsak av gräsmarker. Runt Kouka är det ganska tätbefolkat, med 129 invånare per kvadratkilometer.